# Bulbophyllum lindleyanum
Bulbophyllum lindleyanum là một loài phong lan thuộc chi Bulbophyllum.

## Hình ảnh

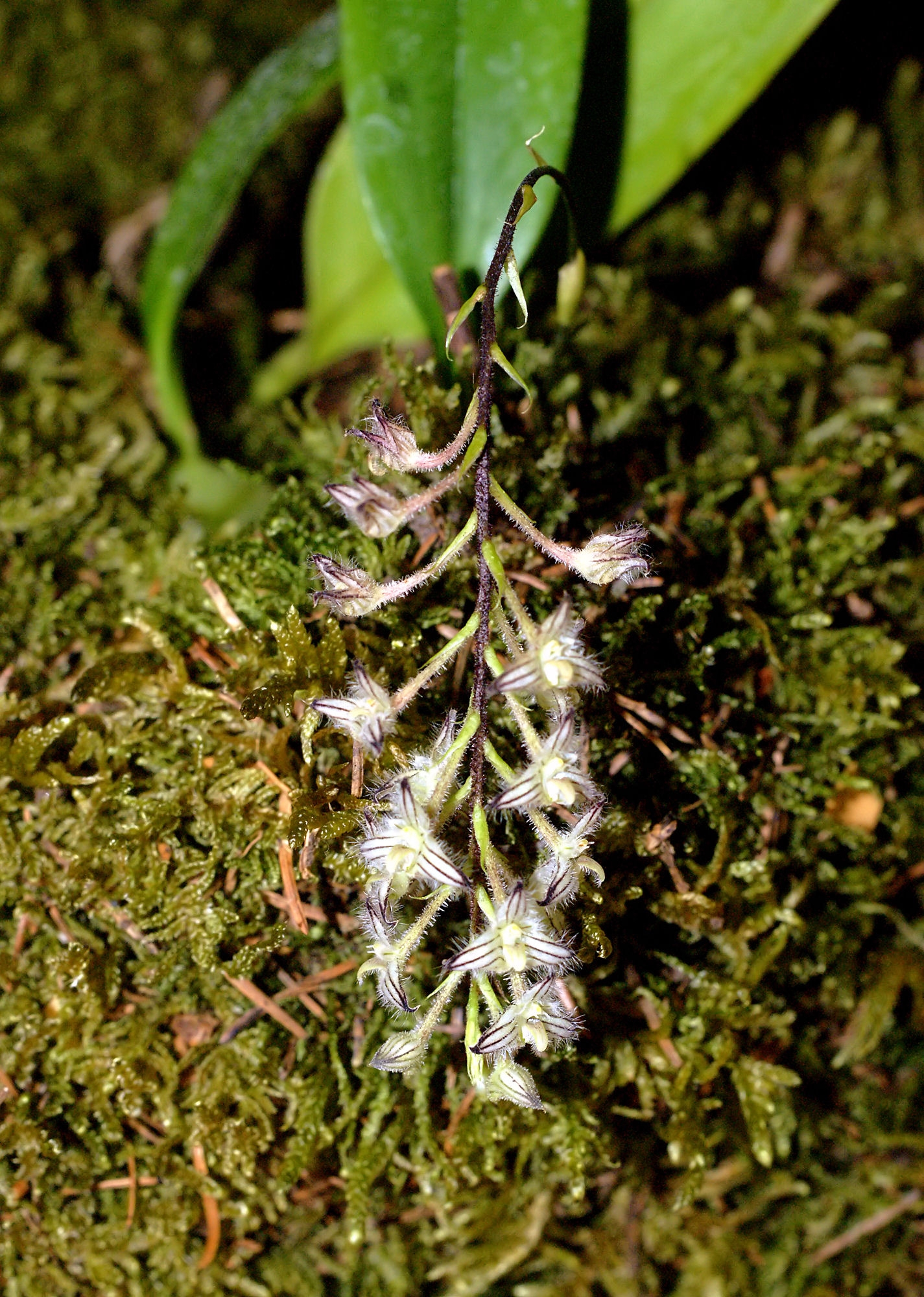
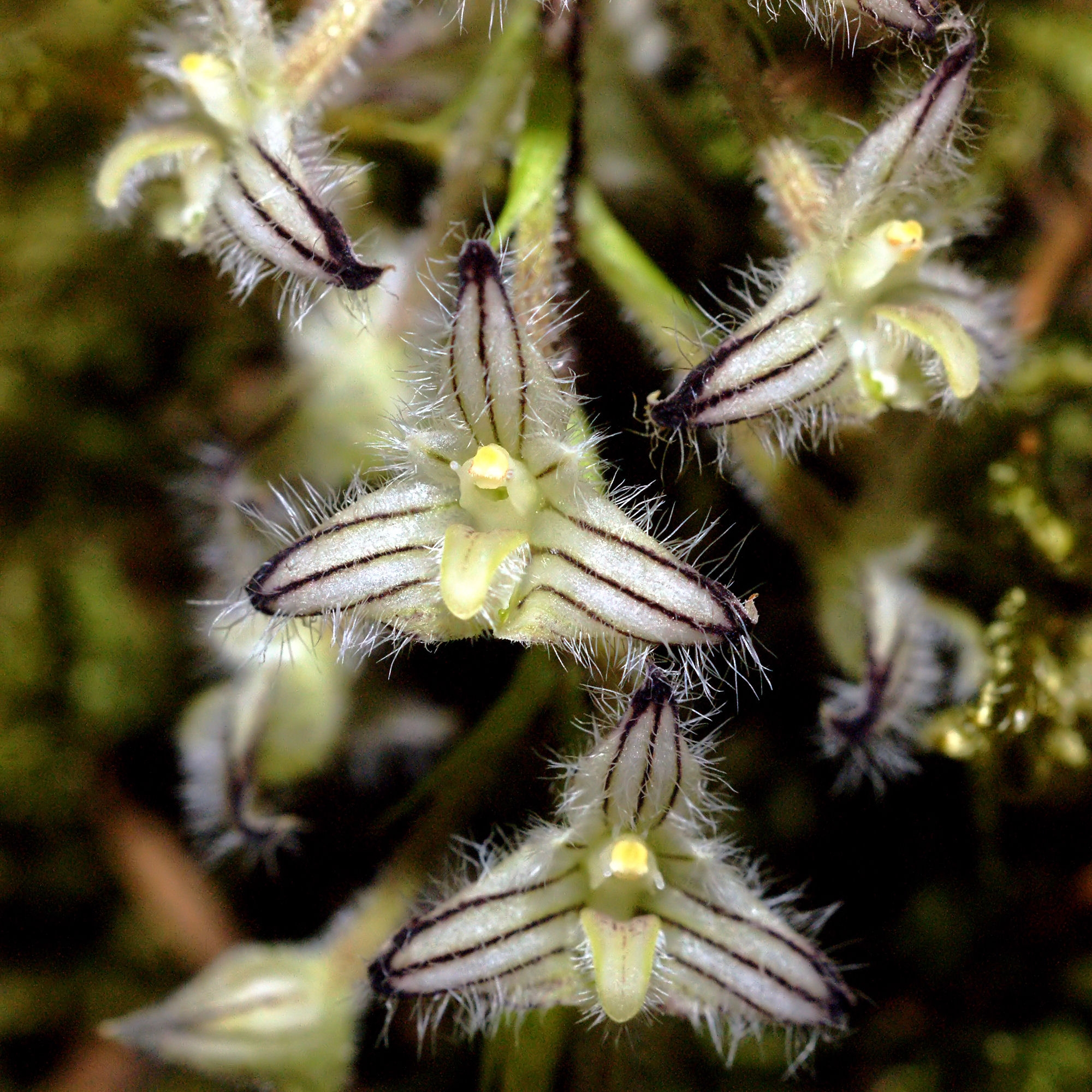